# Willy Funda
Willy Funda (født 6. marts 1906 i Zossen, død 1. december 1988 smst.) var en cykelrytter fra Tyskland. Han kørte primært banecykling, og blev blandt andet tyskmester i parløb. 
Imellem 1929 og 1936 kørte Funda 31 seksdagesløb, og vandt i 1934 sammen med makker Hans Pützfeld den allerførste udgave af Københavns seksdagesløb.